# Labroides bicolor
Labroides bicolor là một loài cá biển thuộc chi Labroides trong họ Cá bàng chài. Loài cá này được mô tả lần đầu tiên vào năm 1928.

## Từ nguyên
Tính từ định danh của loài cá này, bicolor, trong tiếng Latinh có nghĩa là "hai màu", ám chỉ màu sắc khác biệt rõ rệt ở thân trước (xanh thẫm) và thân sau (vàng nhạt) của chúng.

## Phạm vi phân bố và môi trường sống
L. bicolor có phạm vi phân bố rộng khắp vùng biển Ấn Độ Dương - Thái Bình Dương. Loài cá này được ghi nhận từ vùng biển phía nam bán đảo Ả Rập, trải dài dọc theo vùng bờ biển Đông Phi, bao gồm Madagascar và các đảo quốc, bãi ngầm xung quanh; từ Sri Lanka, phạm vi của L. bicolor trải dài về phía nam đến Maldives và Chagos, xa hơn nữa là đến quần đảo Cocos (Keeling) và đảo Giáng Sinh (Úc), cũng như vùng biển dọc theo bang Tây Úc; ở phạm vi phía đông, L. bicolor xuất hiện trải dài trên hầu hết vùng biển các nước Đông Nam Á, Papua New Guinea, bờ biển phía đông Úc (dọc theo rạn san hô Great Barrier), mở rộng phạm vi đến hầu hết các đảo quốc, quần đảo thuộc châu Đại Dương (xa nhất ở phía đông là đến Tuamotu); phạm vi phía bắc giới hạn đến vùng biển phía nam Nhật Bản; phía nam đến đảo Lord Howe và đảo Norfolk.

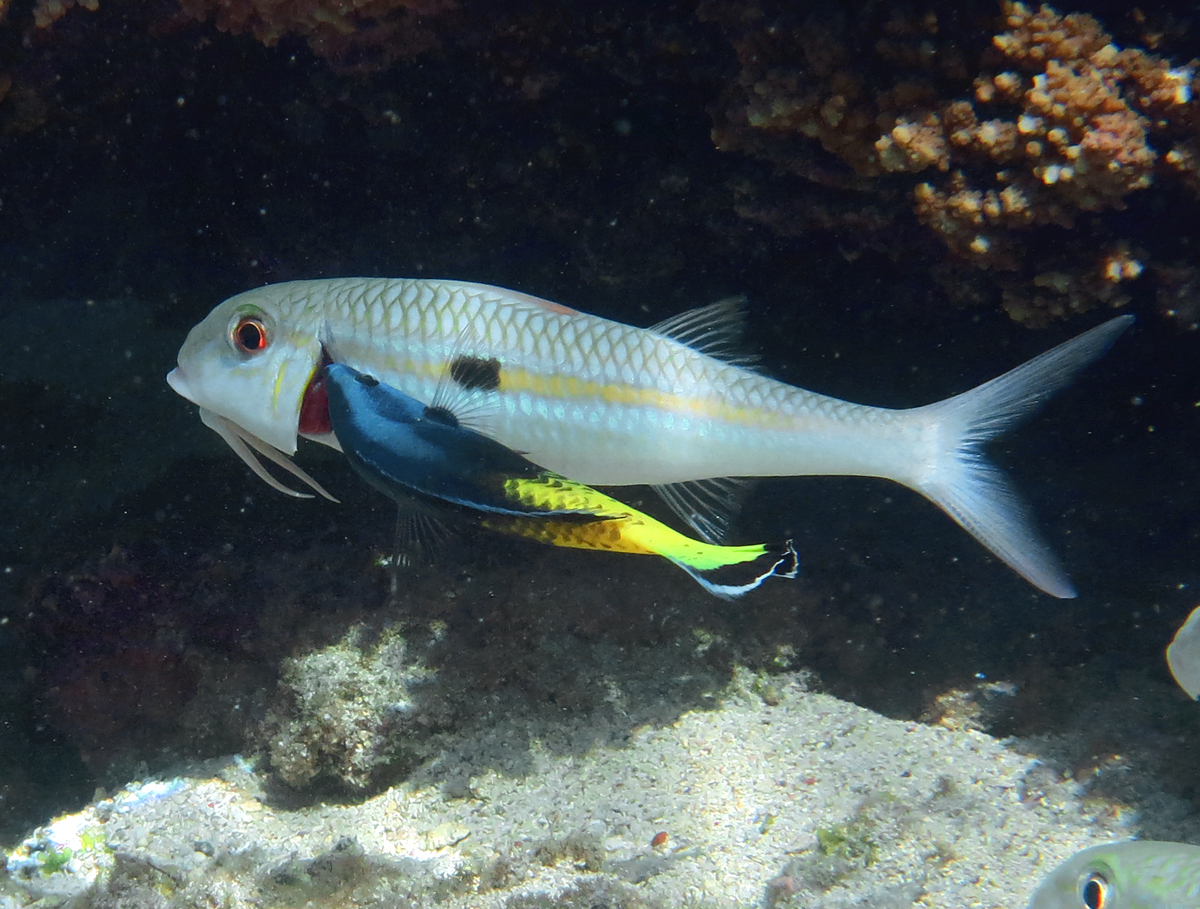
L. bicolor đang dọn vệ sinh cho Mulloidichthys flavolineatus

L. bicolor sống gần các rạn san hô viền bờ và các rạn san hô trong các đầm phá ở độ sâu đến 40 m.

## Mô tả
Chiều dài cơ thể tối đa được ghi nhận ở L. bicolor là 15 cm. L. bicolor có thân mảnh, thuôn dài. Mõm nhọn, môi dày. Đuôi hơi bo tròn. Cá con có màu đen với một dải màu vàng dọc theo lưng (từ mõm chạy dài đến rìa đuôi trên). Cá cái có màu xám với một dải sọc đen dọc theo hai bên thân trước; cơ thể chuyển sang màu vàng nhạt ở thân sau; đuôi có dải viền đen. Cá đực có đầu màu xanh lam thẫm; đen sẫm ở thân trước và chuyển thành màu vàng ở thân sau; đuôi có màu vàng lục với dải viền đen.
Số gai ở vây lưng: 9; Số tia vây mềm ở vây lưng: 11; Số gai ở vây hậu môn: 3; Số tia vây mềm ở vây hậu môn: 11; Số tia vây mềm ở vây ngực: 13.

## Sinh thái

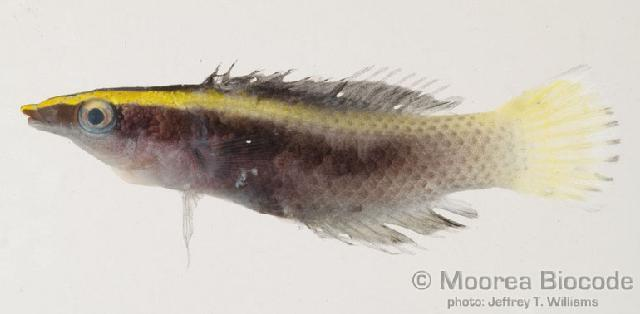
Mẫu vật cá con

Các loài Labroides đều được gọi là cá dọn vệ sinh, vì chúng có chung một tập tính là ăn các loài ký sinh và mô chết bám trên cơ thể hoặc trong các khoang mang ở các loài động vật lớn hơn.
Cá con của L. bicolor thường sống đơn độc và khá bí mật trong các hang hốc. Cá trưởng thành có xu hướng bơi trên một khu vực rộng lớn để tìm kiếm các loài cá có ký sinh để mà "dọn dẹp", thay vì tập trung cố định tại một khu vực như những loài cá bàng chài dọn vệ sinh khác (như Labroides dimidiatus).